# Hypothetischer Syllogismus
Hypothetischer Syllogismus ist ein Begriff der traditionellen Logik und bezeichnet einen Schluss mit einer oder zwei hypothetischen Prämissen, das heißt einen Schluss, dessen Prämissen hypothetische Urteile (siehe unten) sind. Diese Schlüsse wurden bereits von Theophrast, Eudemus und Chrysipp diskutiert.
Die Unterscheidung zwischen kategorischem Urteil und hypothetischem Urteil wurde von den Logikern der Stoa und von Galen eingeführt. Bei ihnen und in ihrer Nachfolge ist das hypothetische Urteil ein – gleich auf welche Weise – zusammengesetztes Urteil, zum Beispiel das Urteil „p und q“ (Konjunktion) oder das Urteil „p oder q“ (Disjunktion). Abweichend von dieser Verwendungsweise versteht Immanuel Kant unter einem hypothetischen Urteil ein auf eine bestimmte Weise zusammengesetztes Urteil, nämlich ein Urteil der Form „wenn p, dann q“ (Konditional), wobei p eine Bedingung beschreibt, von der q abhängig ist.